# NBA 1960/61
Die NBA-Saison 1960/61 war die 15. Saison der National Basketball Association (NBA). Sie begann am Mittwoch, den 19. Oktober 1960, mit dem Spiel der Los Angeles Lakers bei den Cincinnati Royals und endete regulär nach 316 Spielen am Sonntag, den 12. März 1961. Die Postseason begann am Dienstag, den 14. März, und endete am Dienstag, den 11. April, mit 4—1 Finalsiegen der Boston Celtics über die St. Louis Hawks.

## Saisonnotizen
- Die Lakers überquerten den Mississippi vollständig und zogen von vom Mississippi durchströmten Minneapolis nach Los Angeles an die Westküste. Die Besitzer der NBA-Teams hatten den Umzug genehmigt, weil die Lakers sich verpflichtet hatten, den Auswärtsteams die Flüge zu bezahlen.
- Die Zahl der Saisonspiele wurde auf 79 erhöht. Damit spielte man im Saisonverlauf 13 mal gegen die Teams der eigenen Division und zehnmal gegen jene der anderen.
- Erster Draft-Pick in der NBA-Draft 1960 wurde Oscar Robertson von der University of Cincinnati für die Cincinnati Royals vor Jerry West von der West Virginia University für die Los Angeles Lakers.[1] Beide waren Teamkameraden beim olympischen Basketball-Turnier desselben Jahres gewesen und wurden neben ihrer individuellen Aufnahme in die Naismith Memorial Basketball Hall of Fame 2010 auch als gesamtes Team aufgenommen.[2]
- Das elfte All-Star-Game fand am Dienstag, den 17. Januar 1961, vor 8.016 Zuschauern im Onondaga County War Memorial Coliseum von Syracuse, New York statt. Paul Seymours Western All-Stars besiegten Red Auerbachs Eastern All-Stars mit 153—131. All-Star Game MVP wurde der Rookie des Jahres Oscar Robertson.[3]
- Die Punkterekorde rissen auch in dieser Saison nicht ab. Elgin Baylor erzielte am 17. November 1960 in New York mit 28 Körben und 15 Freiwürfen die bis dahin höchste Punktzahl eines Spiels mit 71. Die Royals wurden von ihrem Rookie Oscar Robertson zwischen dem 18. November 1960 und dem 21. November 1961 zu 81 aufeinander folgenden Spielen mit 100 oder mehr erzielten Punkten geführt, was seitdem lediglich den Denver Nuggets und den San Antonio Spurs gelang. Die Syracuse Nationals indes besiegten die New York Knickerbockers am Weihnachtstag 1960 mit einem Vorsprung von 62 Punkten. Nur dreimal gab es seitdem höhere Punktedifferenzen. Vom 25. Februar bis zum 17. Dezember 1961 gewannen die Boston Celtics 14 Auswärtsspiele in Folge. Nur der Utah Jazz und die Los Angeles Lakers hatten 1972 und 1995 längere Siegesserien.

## Abschlusstabellen
Pl. = Rang,  = Für die Playoffs qualifiziert, Sp = Anzahl der Spiele, S—N = Siege—Niederlagen, % = Siegquote (Siege geteilt durch Anzahl der bestrittenen Spiele), GB = Rückstand auf den Führenden der Division in der Summe von Sieg- und Niederlagendifferenz geteilt durch zwei, Heim = Heimbilanz, Ausw. = Auswärtsbilanz, Neutr. = Bilanz auf neutralem Boden, Div. = Bilanz gegen die Divisionsgegner

### Eastern Division
| Pl. | Mannschaft            | Sp | S—N   | %    | GB | Heim  | Ausw. | Neutr. | Div.  |
| --- | --------------------- | -- | ----- | ---- | -- | ----- | ----- | ------ | ----- |
| 1.  | Boston Celtics        | 79 | 57—22 | .722 | —  | 21—70 | 24—11 | 12—40  | 28—11 |
| 2.  | Philadelphia Warriors | 79 | 46—33 | .582 | 11 | 23—60 | 12—21 | 11—60  | 22—17 |
| 3.  | Syracuse Nationals    | 79 | 38—41 | .481 | 19 | 19—90 | 08—21 | 11—11  | 18—21 |
| 4.  | New York Knicks       | 79 | 21—58 | .266 | 36 | 10—22 | 07—25 | 04—11  | 10—29 |

### Western Division
| Pl. | Mannschaft           | Sp | S—N   | %    | GB | Heim  | Ausw. | Neutr. | Div.  |
| --- | -------------------- | -- | ----- | ---- | -- | ----- | ----- | ------ | ----- |
| 1.  | St. Louis Hawks      | 79 | 51—28 | .646 | —  | 29—50 | 15—20 | 07—30  | 25—14 |
| 2.  | 0Los Angeles Lakers0 | 79 | 36—43 | .456 | 15 | 16—12 | 08—20 | 12—11  | 19—20 |
| 3.  | Detroit Pistons      | 79 | 34—45 | .430 | 17 | 20—11 | 03—19 | 11—15  | 18—21 |
| 4.  | Cincinnati Royals    | 79 | 33—46 | .418 | 18 | 18—13 | 08—19 | 07—14  | 16—23 |

## Ehrungen
- All-Star Game MVP 1961: Oscar Robertson, Cincinnati Royals
- Most Valuable Player 1960/61: Bill Russell, Boston Celtics
- Rookie of the Year 1960/61: Oscar Robertson, Cincinnati Royals

| - All-NBA First Team: - Elgin Baylor, Los Angeles Lakers - Bob Pettit, St. Louis Hawks - Wilt Chamberlain, Philadelphia Warriors - Bob Cousy, Boston Celtics - Oscar Robertson, Cincinnati Royals | - All-NBA Second Team: - Dolph Schayes, Syracuse Nationals - Tom Heinsohn, Boston Celtics - Bill Russell, Boston Celtics - Larry Costello, Syracuse Nationals - Gene Shue, Detroit Pistons |

## Führende Spieler in Einzelwertungen
| Kategorie       | Spieler          | Mannschaft            | Wert   |
| --------------- | ---------------- | --------------------- | ------ |
| Punkte          | Wilt Chamberlain | Philadelphia Warriors | 3033   |
| Wurfquote †     | Wilt Chamberlain | Philadelphia Warriors | 50,9 % |
| Freiwurfquote ‡ | Bill Sharman     | Boston Celtics        | 92,1 % |
| Assists         | Oscar Robertson  | Cincinnati Royals     | 690    |
| Rebounds        | Wilt Chamberlain | Philadelphia Warriors | 2149   |

† 200 Körbe nötig. Chamberlain nahm 2457 Schüsse und traf 1251 mal.

‡ 200 Freiwürfe nötig. Sharman traf 210 von 228.

- Mit 335 beging Paul Arizin von den Philadelphia Warriors die meisten Fouls. Walter Dukes von den Detroit Pistons war mit insgesamt 16 mal am häufigsten fouled out. Er führte die Liga viermal in Folge in Disqualifikationen an, lediglich Shawn Kemp und Boogie Cousins mussten in fünf Jahren am häufigsten das Feld räumen. Dukes hat die höchste Disqualifikationsquote (in mehr als einem Fünftel aller Spiele flog er raus) und lediglich die Zahl der gesamten Platzverweise wird von Vern Mikkelsen übertroffen.
- Wilt Chamberlain von den Philadelphia Warriors stand mit 3773 Minuten in 79 Spielen (davon 45 in Folge ohne Auswechslung) am bislang längsten auf dem Spielfeld. Zwar wurde die Zahl der Spiele nach der vorherigen Saison erneut erhöht, aber Chamberlain stand auch 47,8 Minuten pro Spiel auf dem Parkett. In ihrer Karriere kamen die Hauptakteure der Saison – Chamberlain, Russell und Rookie Robertson – auf 45,8, 42,3 und 42,2 Minuten pro Spiel.
- Bis zur Saison 1968/69 wurden den Statistiken in den Kategorien „Punkte“, „Assists“ und „Rebounds“ die insgesamt erzielten Leistungen zu Grunde gelegt und nicht die Quote pro Spiel.[4]
- Chamberlains 3033 Rekordpunkte ergaben auch den bis dahin besten Punkteschnitt mit 38,4 Punkten pro Spiel. Seine Wurfquote, die beste der Saison, betrug 50,9 %. Oscar Robertsons Punkteschnitt von 30,5 ist der beste eines Rookies nach Chamberlain in der vorherigen und Walt Bellamy in der folgenden Saison. Sehr ausgeglichen waren die Syracuse Nationals besetzt. Sechs ihrer Spieler erzielten über 1000 Punkte: Dolph Schayes, Hal Greer, Dick Barnett, Dave Gambee, Larry Costello und Red Kerr. Nur den Denver Nuggets und den Boston Celtics gelang dies 1988 und 1991 ebenfalls.
- Bill Sharman hatte zum siebenten Mal und damit am häufigsten in der NBA-Geschichte die beste Freiwurfquote. Er verwandelte die dreiunddreißigstmeisten Freiwürfe. Chamberlain führte die Liga erneut in Freiwurfversuchen an. Am 4. November verwandelte er keinen einzigen seiner zehn Freiwürfe. Lediglich Shaquille O’Neal verwarf im Dezember 2000 elf Freiwürfe.
- Oscar Robertson gewährte 9,7 Assists pro Spiel. Seine Karrierequote ist die vierthöchste mit 9,5. Lediglich ein Rookie, Mark Jackson, assistierte bislang häufiger. Noch führt Oscar Robertson die Triple-Double-Liste an, auch wenn Russell Westbrook ihm auf den Fersen ist.
- Da es mehr Spiele gab, kamen insgesamt sieben Spieler auf über 1000 Rebounds. Wilt Chamberlains 2149 Rebounds und seine Quote von 27,2 Rebounds pro Spiel wurden jedoch nie wieder übertroffen. Am 24. November 1960 holte er 55 Bretter, die höchste Zahl eines Spielers in einem Einzelspiel (Stand: 2020).

## Playoffs-Baum
|  | Division-Halbfinals | Division-Halbfinals   | Division-Halbfinals |  |  | Division-Finals | Division-Finals    | Division-Finals |  |    | NBA-Finals      | NBA-Finals     | NBA-Finals |
|  |                     |                       |                     |  |  |                 |                    |                 |  |    |                 |                |            |
|  | Western Division    | Western Division      | Western Division    |  |  | W1              | St. Louis Hawks    | 4               |  |    |                 |                |            |
|  | W2                  | Los Angeles Lakers    | 3                   |  |  | W2              | Los Angeles Lakers | 3               |  |    |                 |                |            |
|  | W3                  | Detroit Pistons       | 2                   |  |  |                 |                    |                 |  | W1 | St. Louis Hawks | 1              |            |
|  |                     |                       |                     |  |  |                 |                    |                 |  |    | E1              | Boston Celtics | 4          |
|  | Eastern Division    | Eastern Division      | Eastern Division    |  |  | E3              | Syracuse Nationals | 1               |  |    |                 |                |            |
|  | E2                  | Philadelphia Warriors | 0                   |  |  | E1              | Boston Celtics     | 4               |  |    |                 |                |            |
|  | E3                  | Syracuse Nationals    | 3                   |  |  |                 |                    |                 |  |    |                 |                |            |

## Playoffs-Ergebnisse
Die Playoffs begannen am 14. März und wurden in der ersten Runde nach dem Modus „Best of Five“ ausgetragen, die Division-Finals und die NBA-Finals nach dem Modus „Best of Seven“. Die Divisionssieger hatten ein Freilos in der ersten Runde.
Bob Cousy von den Celtics gewährte 91 Assists, Bill Russell errang 299 Rebounds und Elgin Baylor von den Lakers erzielte 457 Punkte in der Postseason.
Wilt Chamberlain steigerte seinen Minutenrekord des Vorjahres in den drei Spielen der Division-Halbfinals gegen die Syracuse Nationals um zwei Minuten. Die Los Angeles Lakers leisteten sich in den fünf Halbfinal-Spielen gegen die Detroit Pistons 157 Fouls. Ein Rekord, der noch im selben Monat von den Syracuse Nationals in den Divisionsfinals gegen die Celtics mit 165 gebrochen werden sollte. Syracuse leistete sich mit 34,8 % die bislang niedrigste Wurfquote eines Teams in einer Fünf-Spiele-Serie. In jenen fünf Spielen errang Bill Russell die vorerst meisten Rebounds mit 155 bei der gleichzeitig vorerst besten Reboundquote von 31 Rebounds pro Spiel. Die 396 Rebounds des gesamten Teams sind bis heute unübertroffen (Stand: 2020).

### Eastern Division-Halbfinals
Syracuse Nationals 3, Philadelphia Warriors 0

Dienstag, 14. März: Philadelphia 107 – 115 Syracuse

Donnerstag, 16. März: Syracuse 115 – 114 Philadelphia

Sonnabend, 18. März: Philadelphia 103 – 106 Syracuse

### Western Division-Halbfinals
Los Angeles Lakers 3, Detroit Pistons 2

Dienstag, 14. März: Los Angeles 120 – 102 Detroit

Mittwoch, 15. März: Los Angeles 120 – 118 Detroit

Freitag, 17. März: Detroit 124 – 113 Los Angeles

Sonnabend, 18. März: Detroit 123 – 114 Los Angeles

Sonntag, 19. März: Los Angeles 137 – 120 Detroit

### Eastern Division-Finals
Boston Celtics 4, Syracuse Nationals 1

Sonntag, 19. März: Boston 128 – 115 Syracuse

Dienstag, 21. März: Syracuse 115 – 98 Boston

Donnerstag, 23. März: Boston 133 – 110 Syracuse

Sonnabend, 25. März: Syracuse 107 – 120 Boston

Sonntag, 26. März: Boston 123 – 101 Syracuse

### Western Division-Finals
St. Louis Hawks 4, Los Angeles Lakers 3

Dienstag, 21. März: St. Louis 118 – 122 Los Angeles

Mittwoch, 22. März: St. Louis 121 – 106 Los Angeles

Freitag, 24. März: Los Angeles 118 – 112 St. Louis

Sonnabend, 25. März: Los Angeles 117 – 118 St. Louis

Montag, 27. März: St. Louis 112 – 121 Los Angeles

Mittwoch, 29. März: Los Angeles 113 – 114 St. Louis (n. V.)

Sonnabend, 1. April: St. Louis 105 – 103 Los Angeles

## NBA-Finals

### Boston Celtics vs. St. Louis Hawks
Auch die Finals des Jahres 1961 sahen wieder Rekorde, die jedoch nicht lange Bestand hatten. So verwandelte Bob Pettit in den fünf Finalspielen 48 von 60 Freiwürfen. Es fielen 238 Körbe für die Celtics nach 555 Würfen und Boston hatte zwischen 1960 und 1963 in 17 aufeinander folgenden Finalspielen 100 oder mehr Punkte. Bis heute unerreicht in einer Fünfer-Serie sind Bostons 369 und davon Bill Russells 144 Rebounds (Stand: 2020).
Die Finalergebnisse:

Sonntag, 2. April: Boston 129— 95 St.  Louis

Mittwoch, 5. April: Boston 116 – 108 St.  Louis

Sonnabend, 8. April: St.  Louis 124 – 120 Boston

Sonntag, 9. April: St.  Louis 104 – 119 Boston

Dienstag, 11. April: Boston 121 – 112 St.  Louis
Die Boston Celtics werden mit 4—1 Siegen zum vierten Mal und zum dritten Mal in Folge NBA-Meister.

## Die Meistermannschaft der Boston Celtics
| Boston Celtics |
| --- |
| Gene Conley, Bob Cousy, Gene Guarilia, Tom Heinsohn, K. C. Jones, Sam Jones, Jim Loscutoff, Frank Ramsey, Bill Russell, Tom Sanders, Bill Sharman Head Coach Red Auerbach |